# فرانكو جيتي (لاعب كرة قدم)
فرانكو دانيلو جيتي فيليكس (بالإسبانية: Franco Güity)‏؛ مواليد 5 ديسمبر 1987 في هندوراس، هو لاعب كرة قدم هندوراسي.

## وصلات خارجية
فرانكو جيتي (لاعب) على موقع قاعدة بيانات كرة القدم.إي يو (الإنجليزية)
- فرانكو جيتي (لاعب) على موقع Soccerway.com (الإنجليزية)